# Telmex
Telmex, Teléfonos de México, är ett mexikanskt telekommunikationsföretag. Företaget uppkom 1947 efter att en grupp investerare köpt svenska Ericssons mexikanska verksamhet.
Övertagandet eller fusionen mellan Ericssons och International Telephone and Telegraph Companys Mexikoverksamhet är mer att betrakta som en nationalisering på samma sätt som petroleumindustrin nationaliserades under Miguel Alemáns tid som Mexikos president. En av världens rikaste män, Carlos Slim Helù, är chef över hela Telmex han är god för ca 64 miljarder dollar (2019)
- Wikimedia Commons har media som rör Telmex.